# Cámara Uruguaya del Libro
La Cámara Uruguaya del Libro,  ubicada en la calle Colón 1476, Montevideo, Uruguay. Es una organización de libreros, distribuidores y editores para la promoción del libro y la lectura uruguaya. 

## Historia
Fundada en 1944, está afiliada a la Unión Internacional de Editores y al Grupo Interamericano de Editores.  
En 1978 organizó la Primera Feria Internacional del Libro de Uruguay. Desde entonces organiza anualmente otras ferias del libro en Uruguay. Las más importantes son la Feria Internacional del Libro de Montevideo y la Feria del libro Infantil y Juvenil. También organiza ferias en Rivera, Durazno, San José, entre otras. Cuenta con ochenta empresas asociadas, agrupadas en tres sectores: libreros, editores y distribuidores.
Actualmente es Álvaro Risso. Fue su directora es Alicia Guglielmo.

## Premios
También anualmente entrega tres galardones importantes en literatura uruguaya: el Premio Bartolomé Hidalgo,

 el Premio Libro de Oro y Premio Legión del Libro de Uruguay. 
El premio Bartolomé Hidalgo se entrega durante el transcurso de la Feria Internacional del Libro en varias categorías: revelación; testimonios, memorias y biografías; ensayo sobre historia de Uruguay; investigación y difusión científica; narrativa, poesía, literatura infantil juvenil; álbum infantil y a la trayectoria. El premio Libro de Oro está dedicado a los libros más vendidos en el año anterior, en siete categorías. El premio Esfuerzo Editorial a la empresa o emprendimiento editorial del año. El premio Legión del Libro se entrega a personas o instituciones que colaboran con el desarrollo y la divulgación del libro y la lectura.